# Список Народных героев Югославии/Военные единицы
В настоящем списке представлены все воинские подразделения (32), награждённые югославским орденом Народного героя. Указаны даты формирования подразделений и даты награждения.

## Список военных единиц
| № п/п | Подразделение                                         | Дата формирования | Дата награждения |
| ----- | ----------------------------------------------------- | ----------------- | ---------------- |
| 1     | 1-я пролетарская ударная бригада                      | 21 декабря 1941   | Июнь 1958        |
| 2     | 2-я пролетарская ударная бригада                      | 1 марта 1942      | Июнь 1958        |
| 3     | 3-я пролетарская санджакская ударная бригада          | 5 июня 1942       | Июнь 1958        |
| 4     | 4-я пролетарская черногорская ударная бригада         | 10 июня 1942      | Июнь 1958        |
| 5     | 5-я пролетарская черногорская ударная бригада         | 12 июня 1942      | Июнь 1958        |
| 6     | 6-я пролетарская восточнобоснийская ударная бригада   | 2 августа 1942    | Июнь 1958        |
| 7     | 1-я Далматинская пролетарская ударная бригада         | 16 сентября 1942  | Июнь 1958        |
| 8     | 2-я далматинская пролетарская ударная бригада         | 3 октября 1942    | Июнь 1958        |
| 9     | 3-я далматинская ударная бригада                      | 12 ноября 1942    | Июнь 1958        |
| 10    | 3-я краинская пролетарская ударная бригада            | 22 сентября 1942  | Июнь 1958        |
| 11    | 7-я краинская ударная бригада                         | 27 декабря 1942   | Июнь 1958        |
| 12    | 7-я баньская ударная бригада                          | 2 сентября 1942   | Июнь 1958        |
| 13    | 8-я баньская ударная бригада                          | 7 сентября 1942   | Июнь 1958        |
| 14    | 16-я баньская ударная бригада                         | 26 декабря 1942   | Июнь 1958        |
| 15    | 10-я герцеговинская ударная бригада                   | 10 августа 1942   | Июнь 1958        |
| 16    | 15-я маевицская ударная бригада                       | 23 марта 1943     | Июнь 1958        |
| 17    | 3-я ликская пролетарская ударная бригада              | Сентябрь 1942     | 25 мая 1974      |
| 18    | 1-я словенская пролетарская ударная бригада           | 16 июля 1942      | 21 июня 1974     |
| 19    | 1-я краинская пролетарская ударная бригада            | 21 мая 1942       | 21 мая 1975      |
| 20    | 1-я ликская пролетарская ударная бригада              | 8 июля 1942       | 21 июля 1977     |
| 21    | 2-я ликская пролетарская ударная бригада              | Август 1942       | 21 июля 1977     |
| 22    | 3-я сербская пролетарская ударная бригада             | 10 февраля 1944   | 21 июля 1977     |
| 23    | 2-я словенская ударная бригада                        | 6 октября 1942    | 15 февраля 1979  |
| 24    | 1-я воеводинская ударная бригада                      | 11 апреля 1943    | 15 февраля 1979  |
| 25    | 1-я македонско-косовская пролетарская ударная бригада | 11 ноября 1943    | 15 февраля 1979  |
| 26    | 13-я пролетарская ударная бригада                     | 7 ноября 1942     | 15 февраля 1979  |
| 27    | 2-й краинский партизанский отряд                      | Сентябрь 1941     | Сентябрь 1972    |
| 28    | Батальон сопровождения Верховного штаба НОАЮ          | Сентябрь 1941     | Июнь 1958        |
| 29    | Рабочий батальон Ужицкого партизанского отряда        | Июль 1941         | 19 сентября 1979 |
| 30    | Центральная больница НОАЮ                             | Ноябрь 1941       | 19 сентября 1979 |
| 31    | Партизанская больница на Петровой Горе                | Сентябрь 1941     | 1971             |
| 32    | Служба разведки и безопасности                        |                   |                  |